# Dean Chynoweth
Dean Chynoweth (Calgary, 30 ottobre 1968) è un allenatore di hockey su ghiaccio, dirigente sportivo ed ex hockeista su ghiaccio canadese.

## Carriera

### Giocatore
Figlio di Ed Chynoweth, a lungo massimo dirigente della Western Hockey League, è cresciuto hockeisticamente in una squadra di quella lega, i Medicine Hat Tigers, con cui vinse due Memorial Cup.
Scelto dai New York Islanders al draft 1987 al primo giro (13º assoluto), con la squadra di Uniondale rimase otto stagioni dove - pur non riuscendo mai a ritagliarsi un posto da titolare (al massimo raccolse 39 presenze nella stagione 1993-1994) e pur venendo spesso girato a squadre satellite in American Hockey League - raccolse comunque 149 presenze. Nel suo secondo anno, trascorso perlopiù agli Springfield Indians, si aggiudicò la Calder Cup.
Nel dicembre del 1995 fu ceduto dagli Islanders ai Boston Bruins in cambio di una scelta al successivo draft 1996.
Nel 1998 si ritirò, anche a causa delle 13 commozioni cerebrali subite in carriera.

### Allenatore
Dopo il ritiro cominciò la carriera di allenatore, dapprima come assistente agli Utah Grizzlies (IHL), poi come capo allenatore, in Western Hockey League, ai Seattle Thunderbirds (2000-2004) e ai Swift Current Broncos (2004-2009; qui ricoprì anche il ruolo di general manager). Ha seguito anche la nazionale canadese Under 20 come assistente allenatore in occasione dei mondiali di categoria del 2004. Tra il 2009 ed il 2012 tornò ai New York Islanders, come assistente allenatore.
Dal 2012 è divenuto primo allenatore dei Lake Erie Monsters. Dopo tre stagioni, in seguito al cambio di farm team dei Colorado Avalanche, Chynoweth fu nominato nuovo allenatore dei San Antonio Rampage.
Per una stagione (2011-2012) è stato general manager dei Kootenay Ice, squadra fondata dal padre Ed e, dopo la morte di questi, guidata dal fratello Jeff.

## Palmarès

### Club
- Western Hockey League: 2

Medicine Hat: 1986-1987, 1987-1988
- Memorial Cup: 2

Medicine Hat: 1987, 1988
- Calder Cup: 1

Springfield: 1989-1990

### Individuale
- CHL Memorial Cup All-Star Team: 1

1987-1988